# راسموس بيرسون
راسموس بيرسون (25 مايو 1996 بالسويد - ) هو لاعب كرة قدم سويدي في مركز الدفاع. لعب مع Mjällby AIF ‏.

## وصلات خارجية
- راسموس بيرسون على موقع اتحاد السويد (السويدية)
- راسموس بيرسون على موقع قاعدة بيانات كرة القدم.إي يو (الإنجليزية)